# 1907 Rudneva
1907 Rudneva este un asteroid din centura principală, descoperit pe 11 septembrie 1972 de Nikolai Cernîh.